# فيرخني لوموف (بينزا)
فيركنيي لوموف (بالروسية: Верхний Ломов) هي مدينة في مقاطعة بانزا أوبلاست في روسيا.
يبلغ عدد سكانها حوالي 4254 نسمة.